# Michael von Sczaniecki
Michael von Sczaniecki polnisch: Michał Leon Sczaniecki (* 13. April 1838 in Laszcyn; † 15. November 1920 in Komorze/Komorza Tucholski bei Gmina Tuchola) war Rittergutsbesitzer und Mitglied des deutschen Reichstags.

## Leben
Sczaniecki studierte in Breslau und war Rittergutsbesitzer auf Nawra und Laszczyn, wohnhaft in Nawra bei Kulmsee im Kreis Thorn.
Zwischen 1878 und 1887 war er Mitglied des Deutschen Reichstages für die Polnische Fraktion und den Wahlkreis Marienwerder 4 (Thorn, Kulm).